# François Civil

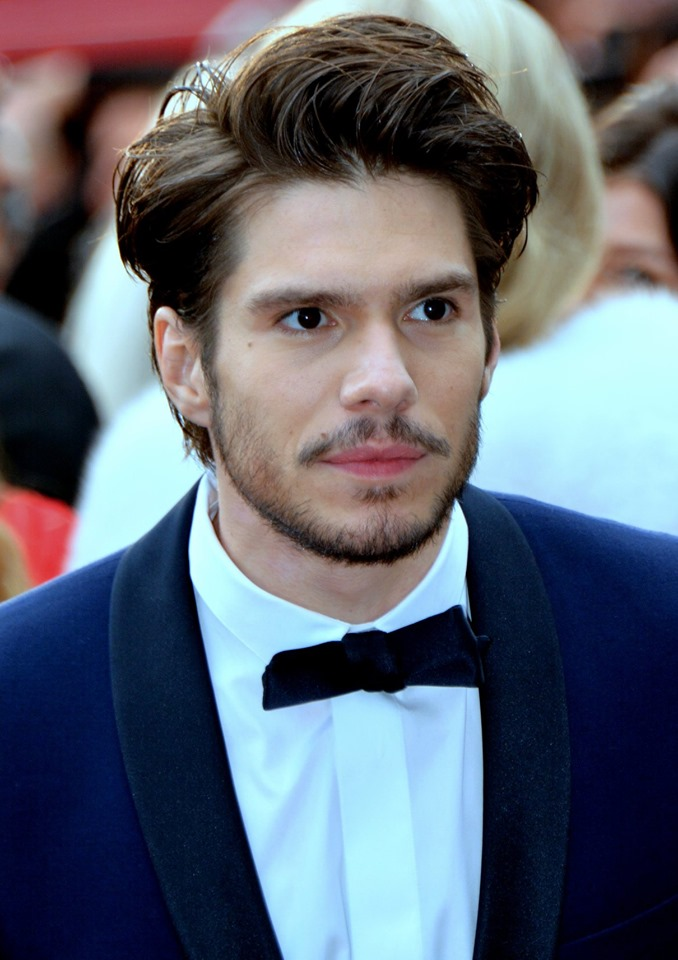
François Civil (2019)

François Civil (* 29. Januar 1990 in Paris) ist ein französischer Schauspieler.

## Leben
Civil absolvierte seine Schauspielausbildung im Le Magasin in Malakoff und danach an der Pariser Schauspielschule Cours Florent.
Ab 2005 erhielt er erste Rollen in französischen Film- und Fernsehproduktionen. 2010 war er in Nos résistances von Romain Cogitore und Bus Palladium von Christopher Thompson zu sehen.
Im Jahr 2013 wurde Civil beim Festival du Film de Cabourg mit dem Prix Premiers Rendez-Vous pour un acteur für seine Rolle in Macadam Baby sowie 2019 mit der Trophée Chopard im Rahmen der Internationalen Filmfestspiele von Cannes ausgezeichnet. 
Im Jahr 2018 spielte er an der Seite von Juliette Binoche eine Hauptrolle im Psychodrama So wie du mich willst (Celle que vous croyez). Für seine Darstellung des Polizisten Antoine in Bac Nord – Bollwerk gegen das Verbrechen erhielt Civil 2022 eine César-Nominierung in der Kategorie Bester Nebendarsteller.
2023 übernahm Civil in Martin Bourboulons Abenteuer-Historienfilm Die drei Musketiere – D’Artagnan die titelgebende Hauptrolle des Charles d’Artagnan.

## Filmografie (Auswahl)
- 2005: Le cactus
- 2006: Louis la brocante (Fernsehserie, eine Episode)
- 2007: Molière
- 2007: Autopsy – Bis dass der Tod uns scheidet (Autopsy) (Fernsehfilm)
- 2008: Soit je meurs, soit je vais mieux
- 2008: Sur ta joue ennemie
- 2009: Enquêtes réservées (Fernsehserie, eine Episode)
- 2010: Bus Palladium
- 2011: Nos résistances
- 2011: Une pure affaire
- 2011: Simple (Fernsehfilm)
- 2011: Hard (Fernsehserie, zwei Episoden)
- 2011: Das bessere Leben (Elles)
- 2011: Emma (Fernsehfilm)
- 2012: La stratégie de la poussette
- 2013: It Boy – Liebe auf Französisch (20 ans d’écart)
- 2013: Tiger Lily, quatre femmes dans la vie (Miniserie, sechs Episoden)
- 2013: Le clan des Lanzac (Fernsehfilm)
- 2013: Alias Caracalla, au cœur de la Résistance (Miniserie, zwei Episoden)
- 2013: Macadam Baby
- 2013: Casting(s) (Fernsehserie, eine Episode)
- 2013: Fonzy
- 2014: Frank
- 2014: Rosemary’s Baby (Miniserie, zwei Episoden)
- 2014: Katakomben (As Above, So Below)
- 2014: L’héritière (Fernsehfilm)
- 2015: 2015 Virtuoso (Fernsehfilm)
- 2015: Made in France
- 2015–2017: Call My Agent! (Dix pour cent) (Miniserie, 10 Episoden)
- 2016: Five
- 2017: Der Wein und der Wind (Ce qui nous lie)
- 2017: Burn Out
- 2019: The Wolf’s Call – Entscheidung in der Tiefe (Le chant du loup)
- 2019: Meine geliebte Unbekannte (Mon inconnue)
- 2019: So wie du mich willst (Celle que vous croyez)
- 2019: Einsam Zweisam (Deux moi)
- 2020: Bac Nord – Bollwerk gegen das Verbrechen (BAC Nord)
- 2021: La vengeance au triple galop (Fernsehfilm)
- 2022: Das Leben ein Tanz (En corps)
- 2023: Die drei Musketiere – D’Artagnan (Les Trois Mousquetaires: D’Artagnan)
- 2023: Die drei Musketiere – Milady (Les trois mousquetaires: Milady)
- 2024: Beating Hearts (L’amour ouf)
- 2024: Fiasco (Miniserie)